# Aneilema chrysopogon
Aneilema chrysopogon är en himmelsblomsväxtart som beskrevs av John Patrick Micklethwait Brenan. Aneilema chrysopogon ingår i släktet Aneilema och familjen himmelsblomsväxter. Inga underarter finns listade.